# Mona Masri
Mona Masri, folkbokförd Mona El Masri, född 16 januari 1985, är en svensk journalist, litteraturkritiker och radioprogramledare. Hon är syster till Manal Masri.

## Biografi
Mona Masri är uppvuxen som ett av tre syskon i en familj med libanesisk bakgrund i Malmö, där hon fortfarande är bosatt. Masri är verksam på Sveriges Radio, där hon varit programledare för program som Hallå P3, OBS Magasin och Din gata 100,6 samt medlem av redaktionen för radioprogrammet Tankesmedjan i P3. Med ett stort litteraturintresse medverkar hon även som bokkritiker i SR:s Lundströms bokradio och SVT-program som Go'kväll.
Hon har skrivit krönikor i tidningar som Sydsvenskan (2011-2012) och Dagens Nyheter, Magasin Arena/Dagens Arena och Bang samt under perioder verkat som kulturjournalist i Berlin och Los Angeles.
År 2011 blev Mona Masri uppmärksammad efter ett inslag i satirprogrammet Tankesmedjan i P3, där hon kallade Danmark för ett "pissland". I maj 2012 sände Sveriges Radio P1 dokumentärserien Kluvet Land. Ett avsnitt Kluvet land: Ingen är vän med en fattig gjordes av Masri; programmet väckte reaktioner och skapade debatt eftersom många ansåg att viktiga fakta om huvudpersonen och dennas situation hade hållits utanför reportaget för att skapa ett bättre narrativ. I oktober 2012 fälldes programmet i Granskningsnämnden för radio och TV.